# Eparchia di Nostra Signora di Nareg in Glendale
L'eparchia di Nostra Signora di Nareg in Glendale (in latino: Eparchia Dominae Nostrae Naregensis) è una sede della Chiesa armeno-cattolica immediatamente soggetta alla Santa Sede. Nel 2021 contava 36.300 battezzati. È retta dall'eparca Mikaël Antoine Mouradian, I.C.P.B.

## Territorio
L'eparchia comprende i fedeli cattolici di rito armeno che risiedono negli Stati Uniti e in Canada.
Sede eparchiale è la città di Glendale, in California, dove si trova la cattedrale di San Gregorio Illuminatore. A New York, nel quartiere di Brooklyn, si trova l'ex cattedrale di Sant'Anna.
Il territorio è suddiviso in 8 parrocchie.

## Storia
L'esarcato apostolico degli Stati Uniti d'America e del Canada per i fedeli di rito armeno fu eretto il 3 luglio 1981, con sede a New York.
Il 12 settembre 2005 per effetto della bolla Qui nuper successimus di papa Benedetto XVI l'esarcato apostolico è stato elevato ad eparchia con il nome di Nostra Signora di Nareg in New York.
In seguito al trasferimento della sede dell'eparca e della cattedrale in California, a Glendale, dovuto alla maggior presenza di fedeli nella costa occidentale, il 29 dicembre 2014 l'eparchia ha assunto il nome attuale.

## Cronotassi dei vescovi
Si omettono i periodi di sede vacante non superiori ai 2 anni o non storicamente accertati.
- Mikail Nersès Sétian † (3 luglio 1981 - 18 settembre 1993 ritirato)
- Hovhannes Tertsakian, C.A.M. † (5 gennaio 1995 - 30 novembre 2000 ritirato)
- Manuel Batakian, I.C.P.B. † (30 novembre 2000 - 21 maggio 2011 ritirato)
- Mikaël Antoine Mouradian, I.C.P.B., dal 21 maggio 2011

## Statistiche
L'eparchia nel 2021 contava 36.300 battezzati.
| anno | popolazione | popolazione | popolazione | presbiteri | presbiteri | presbiteri | presbiteri                | diaconi | religiosi | religiosi | parrocchie |
| anno | battezzati  | totale      | %           | numero     | secolari   | regolari   | battezzati per presbitero | diaconi | uomini    | donne     | parrocchie |
| ---- | ----------- | ----------- | ----------- | ---------- | ---------- | ---------- | ------------------------- | ------- | --------- | --------- | ---------- |
| 1990 | 35.065      | ?           | ?           | 11         | 6          | 5          | 3.187                     |         | 5         | 11        | 8          |
| 1999 | 36.000      | ?           | ?           | 15         | 8          | 7          | 2.400                     |         | 7         | 14        | 9          |
| 2000 | 36.000      | ?           | ?           | 15         | 8          | 7          | 2.400                     |         | 7         | 13        | 9          |
| 2001 | 36.000      | ?           | ?           | 14         | 8          | 6          | 2.571                     | 1       | 6         | 15        | 9          |
| 2002 | 36.000      | ?           | ?           | 14         | 8          | 6          | 2.571                     |         | 6         | 15        | 9          |
| 2003 | 36.000      | ?           | ?           | 14         | 8          | 6          | 2.571                     |         | 6         | 15        | 9          |
| 2004 | 36.000      | ?           | ?           | 14         | 9          | 5          | 2.571                     |         | 5         | 15        | 9          |
| 2006 | 36.000      | ?           | ?           | 13         | 8          | 5          | 2.769                     |         | 5         | 12        | 9          |
| 2009 | 36.000      | ?           | ?           | 10         | 3          | 7          | 3.600                     | 1       | 7         | 9         | 9          |
| 2010 | 36.000      | ?           | ?           | 10         | 3          | 7          | 3.600                     | 1       | 7         | 9         | 9          |
| 2013 | 36.000      | ?           | ?           | 15         | 4          | 11         | 2.400                     | 2       | 11        | 10        | 9          |
| 2014 | 36.000      | ?           | ?           | 15         | 4          | 10         | 2.571                     | 2       | 10        | 10        | 9          |
| 2016 | 36.000      | ?           | ?           | 11         | 4          | 7          | 3.272                     | 2       | 7         | 7         | 9          |
| 2019 | 36.000      | ?           | ?           | 9          | 4          | 5          | 4.000                     | 3       | 5         | 5         | 8          |
| 2021 | 36.300      | ?           | ?           | 9          | 4          | 5          | 4.033                     | 3       | 5         | 5         | 8          |